# Docta Sanctorum Patrum
A Bula Docta Sanctorum Patrum foi um documento eclesiástico emitido pelo Papa João XXII em Avignon em 1322, com o objetivo de proibir o canto de vozes polifônicas com valores mensurados sobre o canto gregoriano dos ofícios divinos (ou horas canônicas). Considerado o primeiro documento da Igreja Católica específico sobre o controle da música sacra, sua importância está no testemunho dos primeiros conflitos decorrentes da adoção das primeiras formas de polifonia com valores mensurados na música sacra do início do século XIV, que desenvolveu-se, nesse período, em um tipo de produção musical posteriormente conhecido como Ars Nova. Ainda que o documento não tenha sido totalmente eficaz para coibir essa prática, foi suficiente para tornar a Ars Nova bem mais expressiva na música profana que na música sacra. 

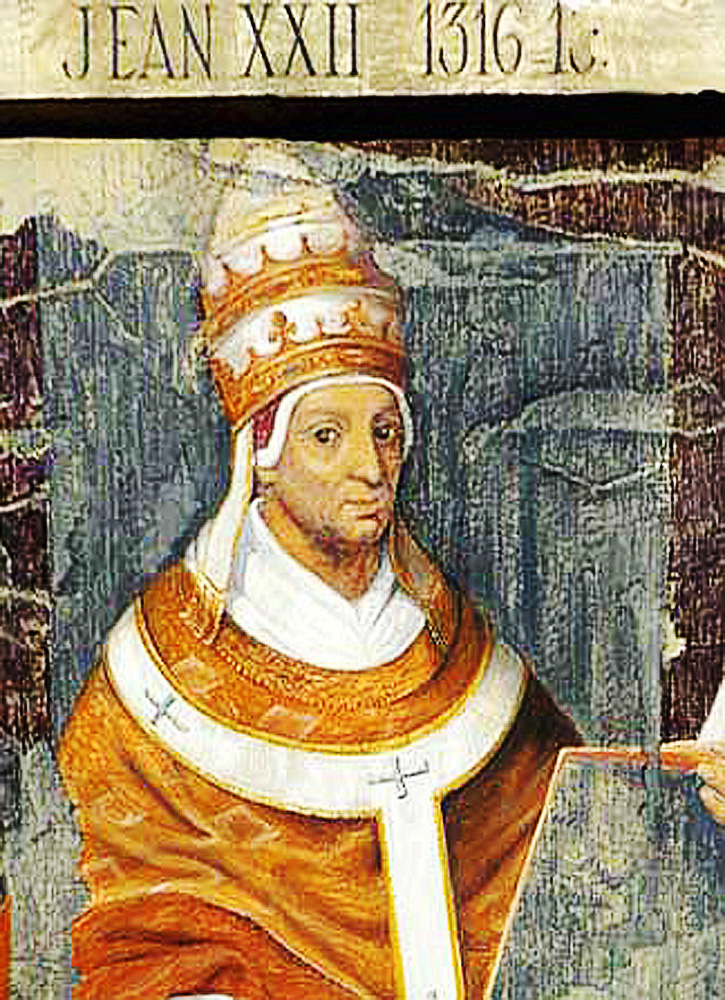
O autor da Bula Docta Sanctorum Patrum, Papa João XXII, retratado em 1316.

## Documentos da Igreja Católica sobre música sacra
A Igreja Católica, desde a Idade Média, emitiu determinações sobre a música sacra, na forma de bulas, encíclicas (epístolas encíclicas ou cartas encíclicas), constituições, decretos, instruções, motu proprio, ordenações e outras. A maior parte dessas decisões foi local ou pontual, e apenas algumas tiveram caráter geral, dentre as quais estão, segundo Paulo Castagna, os doze conjuntos de determinações mais impactantes na prática musical, do século XIV ao século XX, excetuando-se destas as inúmeras instruções cerimoniais (ou rubricas) dos livros litúrgicos:
1. A Bula Docta Sanctorum Patrum de João XXII (1322)
2. O Decreto do que se deve observar, e evitar na celebração da Missa de 17 de setembro de 1562, da Seção XXII do Concílio de Trento
3. O Cæremoniale Episcoporum (Cerimonial dos Bispos), publicado por Clemente VIII em 1600, reformado por Bento XIV em 1752 e por Leão XIII 1886.
4. Os Decretos da Sagrada Congregação dos Ritos (1602-1909)
5. A Constituição Piæ sollicitudinis studio, de Alexandre VII (23 de abril de 1657)
6. A Carta Encíclica Annus qui hunc, do papa Bento XIV (19 de fevereiro de 1749)
7. A Ordinatio quoad sacram musicen, da Sagrada Congregação dos Ritos (25 de setembro de 1884)
8. O Decreto Quod sanctus Augustinus de Leão XIII (7 de julho de 1894), ratificado pela Sagrada Congregação dos Ritos como decreto n.3830
9. O Motu Proprio Inter pastoralis officii sollicitudines (Tra le sollecitudini) de Pio X (22 de novembro de 1903)
10. A Carta Encíclica Musicæ sacræ disciplina sobre a música sacra, do papa Pio XII (25 de dezembro de 1955)
11. A Instrução De musica sacra et sacra liturgia sobre música sacra e liturgia, do papa Leão XXIII, 3 de setembro de 1958
12. O Decreto Sacrosanctum Concilium sobre música sacra do Concílio Vaticano II (4 de dezembro de 1963)

## História da BulaDocta Sanctorum Patrum
A Bula Docta Sanctorum Patrum foi transcrita em vários tratados manuscritos, a partir do século XVI, como o de Bartolomé de Quevedo, porém  impresso pela primeira vez por Martin Gerbert (1774). Várias reimpressões foram realizadas no século XIX, como as de Justi Henningii Bohemeri (1839), Prosper Guéranger (1840), Franz Xaver Haberl (1885) e outras. Trabalhos importantes sobre esse documento foram publicados, entre outros, por Étienne Anheim (2000), Michael Klaper (2010) e Thiago José Esperandio (2010).

## Conteúdo da BulaDocta Sanctorum Patrum
A Bula Docta Sanctorum Patrum foi destinada à proibição "de uma nova escola que, atentando somente na medida do tempo, ocupam-se [os discípulos dessa escola] com notas novas, mais preferindo forjar as suas notas do que cantar as antigas, sendo as peças eclesiásticas cantadas em semibreves e mínimas, e são tocadas com notas curtas". A música produzida por essa "nova escola", surgida em Avignon e posteriormente conhecida como Ars Nova, empregava a composição de uma ou mais vozes polifônicas com valores medidos sobre o cantochão alargado e também denominado tenor (ou cantus firmus). João XXII queixa-se dessa prática, informando que "Entremeiam, ainda, as melodias com hoquetus, infestam-nas com discantes, intercalam-nas frequentemente com triplum e motetos vulgares, a ponto que com isso desdenhem os fundamentos do antifonário e do gradual, ignorem sobre o que edificam, desconheçam os tons, que não distinguem, aliás confundem, pois, a partir dessa multidão de suas notas, as ascensões pudicas e os descendimentos equilibrados do cantochão, com as quais os próprios tons são discernidos, ofuscam-se reciprocamente".
Nesse documento, o Papa proíbe a prática descrita, mas permite que "de vez em quando, particularmente nos dias festivos, ou nas Missas solenes e nos citados ofícios divinos, sejam acrescentadas ao canto eclesiástico simples algumas consonâncias que ressaltem a melodia, a  saber, oitavas, quintas, quartas e coisas desse tipo, de tal modo, porém, que  a integridade desse mesmo canto permaneça ilibada", referindo-se provavelmente ao tipo de polifonia praticado principalmente na Catedral de Paris nos séculos XII e XIII (por autores como Léonin e Pérotin) e hoje conhecido como Escola de Notre Dame. A Bula Docta Sanctorum Patrum não foi totalmente eficaz para coibir essa prática, mas a proibição foi suficiente para tornar a Ars Nova bem mais expressiva na música profana que na música sacra, a qual, com poucos exemplos no século XIV (como a Missa de Notre Dame de Guillaume de Machaut), somente voltou a receber formas sofisticadas de polifonia no século XV, principalmente na Inglaterra e no Reino da Borgonha. A Igreja presidida por João XXII não era, portanto, contrária à polifonia, mas admitia somente as suas formas mais simples e antigas, como o organum melismático dos séculos XII e XIII, a duas vozes e sem valores medidos, mesmo assim em ocasiões especiais da liturgia, e não em todos os dias ou em todas as unidades funcionais dos ofícios divinos.

## Texto completo da BulaDocta Sanctorum Patrum
| [1] Docta sanctorum Patrum decrevit auctoritas, ut in divinæ laudis officiis, quæ debitæ servitutis obsequio exhibentur, cunctorum mens vigilet, sermo non cespitet, et modesta psallentium gravitas placida modulatione decantet. Nam in ore eorum dulcis resonabat sonus. Dulcis quippe omnino sonus in ore psallentium resonat, quum Deum corde suscipiunt, dum loquuntur verbis, in ipsum quoque cantibus devotionem accendunt. Inde etenim in ecclesiis Dei psalmodia cantanda præcipitur, ut fidelium devotio excitetur; in hoc nocturnum diurnumque officium et missarum celebritates assidue clero ac populo sub maturo tenore, distinctaque gradatione cantantur, ut eadem distinctione collibeant, et maturitate delectent. | [1] A douta autoridade dos Santos Padres decretou que, nos ofícios divinos das Laudes, que são oferecidas em obséquio de serviço devido, a mente de todos fique vigilante, o discurso não tropece e a modesta gravidade dos salmodiantes recite com plácida modulação. Pois está escrito: “na boca deles ecoava um doce som”. E realmente o som dos salmodiantes ressoa doce quando acolhem Deus no coração, enquanto falam com palavras, e também com cantos acendem para Ele a devoção. Por isso se ordena que nas Igrejas de Deus a salmodia seja cantada, para que fique despertada a devoção dos fiéis; para isso o ofício noturno e diurno e as celebrações das Missas são cantadas pelo clero e pelo povo em tenor acabado e com modulação distinta, para que desfrutem dessa distinção e se deleitem com o acabamento. |
| [2] Sed nonnulli novellæ scholæ discipuli, dum temporibus mensurandis invigilant, novis notis intendunt, fingere suas, quam antiquas cantare malunt, in semibreves et minimas ecclesiastica cantantur, notulis percutiuntur. Nam melodias hoquetis intersecant, discantibus lubricant, triplis et motetis vulgaribus nonnunquam inculcant adeo, ut interdum antiphonarii et gradualis fundamenta despiciant, ignorent, super quo ædificant, tonos nesciant, quos non discernunt, immo confundunt, quum ex earum multitudine notarum adscensiones pudicæ, descensionesque temperatæ, plani cantus, quibus toni ipsi secernuntur, ad invicem, obfuscuntur. Currunt enim, et non quiescunt; aures inebriant, et non medentur; gestibus simulant quod depromunt, quibus devotio quærenda contemnitur, vitanda lascivia propalatur. Non enim inquit frustra ipse Boetius: "lascivus animus, vel lascivioribus delectatur modis, vel eosdem sæpe audiens emollitur, et frangitur". | [2] Mas há alguns discípulos de uma nova escola que, atentando somente na medida do tempo, ocupam-se com notas novas, mais preferindo forjar as suas notas do que cantar as antigas, sendo as peças eclesiásticas cantadas em semibreves e mínimas, e são tocadas com notas curtas. Entremeiam, ainda, as melodias com hoquetus, infestam-nas com discantes, intercalam-nas frequentemente com triplum e motetos vulgares, a ponto que com isso desdenhem os fundamentos do antifonário e do gradual, ignorem sobre o que edificam, desconheçam os tons, que não distinguem, aliás confundem, pois, a partir dessa multidão de suas notas, as ascensões pudicas e os descendimentos equilibrados do cantochão, com as quais os próprios tons são discernidos, ofuscam-se reciprocamente. Correm sim, mas não repousam; inebriam os ouvidos, mas não os curam; simulam com gestos aquilo que querem exprimir, com os quais, porém, a devoção a ser procurada é diminuída, a lascívia a ser evitada é propagada. Não sem razão, o próprio Boécio disse que "a alma lasciva ou se deleita com as modulações mais lascivas ou se enfraquece, quando ouvindo-as frequentemente, se despedaça". |
| [3] Hoc ideo dudum nos, et fratres nostri correctione indigere percepimus; hoc relegare, imo prorsus abjicere, et ab eadem ecclesia Dei profligare efficacius properamus. Quocirca de ipsorum fratrum consilio districte præcipimus, ut nullus deinceps talia, vel his similia in dictis officiis, præsertim horis canonicis, vel quum missarum solennia celebrantur, attentare præsumat. Si quis vero contra fecerit, per ordinarios locorum, ubi ista commissa fuerint, vel deputandos ab eis in non exemptis, in exemptis vero per præpositos seu prælatos suos, ad quos alias correctio, et punitio culparum, et excessuum hujusmodi, vel similium pertinere dignoscitur, vel deputandos ab eisdem, per suspensionem ab officio per octo dies, auctoritate hujus canonis, puniatur. | [3] Faz tempo que nós e os nossos Irmãos percebemos a necessidade de isso ser corrigido, banido e mesmo descartado, e mais eficazmente nos apressamos a eliminá-lo da própria Igreja de Deus. Por isso, por conselho dos próprios Irmãos, determinamos com rigor que ninguém, de agora em diante, ouse tentar tais coisas ou coisas a elas parecidas nos citados ofícios, sobretudo nas Horas Canônicas ou quando se celebram Missas solenes. Se alguém fizer algo em contrário, em força da autoridade deste Cânon, seja ele punido com a suspensão do [seu] ofício por oito dias pelo Ordinário dos locais onde isso for cometido, ou por delegados dele, no caso de subordinados, e nos não-subordinados por seus prepostos ou prelados, aos quais sabe-se pertencer a correção e punição das culpas e de tais excessos ou coisas parecidas, ou por pessoas por eles delegadas. |
| [4] Per hoc autem non intendimus prohibere, quin interdum diebus festis præcipue, sive solemnibus in missis, et præfatis divinis officiis aliquæ consonantiæ, quæ melodiam sapiunt, puta octavæ, quintæ, quartæ, et hujusmodi supra cantum ecclesiasticum simplicem proferantur, sic tamen, ut ipsius cantus integritas illibata permaneat, et nihil ex hoc de bene morata música immutetur, maxime quum hujusmodi consonantiæ auditum demulceant, devotionem provocent, et psallentium Deo animos torpere non sinant. Actum et datum, etc. | [4] Com isso, todavia, não pretendemos proibir que de vez em quando, particularmente nos dias festivos, ou nas Missas solenes e nos citados ofícios divinos, sejam acrescentadas ao canto eclesiástico simples algumas consonâncias que ressaltem a melodia, a saber, oitavas, quintas, quartas e coisas desse tipo, de tal modo, porém, que a integridade desse mesmo canto permaneça ilibada, e nada com isso seja tirado da música bem delineada, sobretudo quando tais consonâncias acariciem o ouvido, provoquem a devoção e não deixem entorpecer os ânimos dos que salmodiam a Deus. Decretado e dado, etc. |